# Pastinaca latifolia
Pastinaca latifolia är en flockblommig växtart som beskrevs av Dc. Pastinaca latifolia ingår i släktet palsternackor, och familjen flockblommiga växter. Utöver nominatformen finns också underarten P. l. elliptica.